# Albatros W.8
Die Albatros W.8 war ein deutsches Schwimmer-Jagdflugzeug, das 1918 von den Albatros Flugzeugwerken hergestellt wurde.

## Konstruktion
Der Rumpf des Doppeldeckers wurde in Ganzholzbauweise ausgeführt. Statt eines konventionellen Leitwerkes kam ein T-Leitwerk zum Einsatz. Der wassergekühlte Achtzylindermotor von Benz übertrug seine Kraft auf einen festen Zweiblatt-Holzpropeller.

## Technische Daten
| Kenngröße             | Daten |
| --------------------- | --- |
| Baujahr               | 1918 |
| Besatzung             | 2 |
| Länge                 | 9,59 m |
| Spannweite            | 11,46 m                                                                                                   |
| Höhe                  | 3,39 m |
| Zuladung              | 500 kg |
| Triebwerk             | ein wassergekühlter 8-Zylinder-Motor Benz Bz IIIb, Nennleistung 195 PS (143 kW) bei 1700/min in Bodennähe |
| Höchstgeschwindigkeit | 150 km/h in Seehöhe                                                                                       |
| Steigleistung         | 2,5 m/s                                                                                                   |
| Steigzeit             | 6:30 min auf 1000 m Höhe 34 min auf 3000 m Höhe                                                           |
| Reichweite            | 500 km |
| Flugdauer             | 3,5 h |
| Bewaffnung            | 1 × 7,9-mm-MG starr nach vorn, 1 × 7,9-mm-MG beweglich nach hinten für den Beobachter                     |